# إيفان بيريز (لاعب كرة الماء)
إيفان بيريز (بالإسبانية: Iván Pérez Vargas)‏ هو لاعب كرة الماء إسباني وكوبي، ولد في 29 يونيو 1971 في هافانا في كوبا.

## وصلات خارجية
- إيفان بيريز على موقع الاتحاد الدولي للسباحة (الإنجليزية)
- إيفان بيريز على موقع اللجنة الأولمبية الدولية (الإنجليزية)
- إيفان بيريز على موقع أوليمبيديا (الإنجليزية)